# Раміро Пінілья
Раміро Пінілья (ісп. Ramiro Pinilla, 13 вересня 1923 Більбао — 23 жовтня 2014 року, Баракальдо) — іспанський письменник.

## Життєпис
Народився в Країні Басків. Дебютував в 1944 році, писав іспанською мовою. Після отримання премії Надаля за чорний роман «Сліпі мурахи» (1960) вважав за краще триматися в стороні від літературної авансцени. Заснував в Більбао маленьке видавництво Libropueblo, що випускало некомерційну словесність. Навколо нього склався письменницький гурток El taller (Майстерня), з якого вийшли кілька авторів, помічених критикою (Хон Більбао і ін.).
Помер 23 жовтня 2014 року.

## Твори
Найбільший інтерес у читачів викликала трилогія романів Пінільї «Зелені долини, руді пагорби» (2004—2005), яка отримала ряд національних премій.
- Misterio de la pensión Florrie (1944, под псевдонімом Romo P. Girca)
- El ídolo (1957)
- Сліпі мурахи/ Las ciegas hormigas (1960, Премія критики, перевид. 2010, перекладений на багато мов)
- El héroe del Tonkin (1961)
- En el tiempo de los tallos verdes (1969)
- Seno (1971)
- El salto (1975)
- Recuerda, oh, recuerda (1975)
- Antonio B… «el Rojo», ciudadano de tercera (1977, перевид. 2007)
- Primeras historias de la guerra interminable (1977)
- La gran guerra de doña Toda (1978)
- Andanzas de Txiki Baskardo (1979)
- Quince años (1990)
- Huesos (1997)
- La estación de Getxo (1998)
- Зелені долини, руді пагорби/ Verdes valles, colinas rojas, трилогія романів:

1. частина I, La tierra convulsa (жовтень 2004, Премія Країни Басків за роман)
2. частина II, Los cuerpos desnudos (травень 2005)
3. частина III, Las cenizas del hierro (листопад 2005, Премія критики, Національна премія з прози)

- La higuera (2006)
- Solo un muerto más, детективний роман (2009)
- Новели/ Los cuentos (2011)
- Aquella edad inolvidable (2012)
- El cementerio vacío, детективний роман (2013)